# Doglio
Doglio è una frazione del comune di Monte Castello di Vibio (PG).
L'aspetto del centro umbro, sito a 489 m s.l.m., è quello di un paese silvo-pastorale. Vi sono 68 residenti.
Vi si arriva dalla Strada Provinciale 373 per Monte Castello di Vibio, traversa della SS 79 bis (statale Orvieto-Todi), attraversando campagne e boschi, poi proseguendo per qualche centinaio di metri per Via degli Appennini.

## Storia
Nel Medioevo era luogo di contesa tra i Guelfi di Orvieto ed i Ghibellini di Todi.
In seguito, durante la repubblica Giacobina (1789-1799) entrò a far parte del contado di Monte Castello di Vibio.

## Società
Abitanti censiti

## Economia e manifestazioni
Economia a prevalente sviluppo agricolo e vitivinicolo; si segnalano anche attività legate alla pastorizia. Negli ultimi anni si è sviluppata in maniera notevole anche un'economia legata al turismo con la nascita e lo sviluppo di numerose aziende agrituristiche.
Vi risiede la Compagnia Teatrale di Doglio, formatasi negli anni settanta, chiamata inizialmente Compagnia Teatrale della Biciancola (dove biciancola, in dialetto umbro significa altalena): la compagnia si esibisce al Teatro della Concordia (Monte Castello di Vibio) di Monte Castello di Vibio.
Le feste principali sono quella di Sant'Antonio da Padova, che si tiene dal 7 al 24 giugno, quella dell'Assunta, a ferragosto e una suggestiva mostra di presepi lungo le vie storiche del paese durante il periodo natalizio. Oltre a ciò, si svolge un concorso fotografico la cui premiazione avviene, per consuetudine, l'ultima domenica di agosto.

## Monumenti e luoghi d'interesse
- Centro storico, con il castrum medievale arroccato su un piccolo colle
- La chiesa parrocchiale di San Salvatore
- Porta Fuje, con lo stemma di un'aquila che sovrasta 2 aquilotti: secondo la storiografia locale, essi rappresentano i comuni di Terni ed Amelia, sottomessi da Todi
- Viale della Rimembranza, ornato da lecci, uno per ogni caduto nella prima guerra mondiale.

Monumenti di Doglio
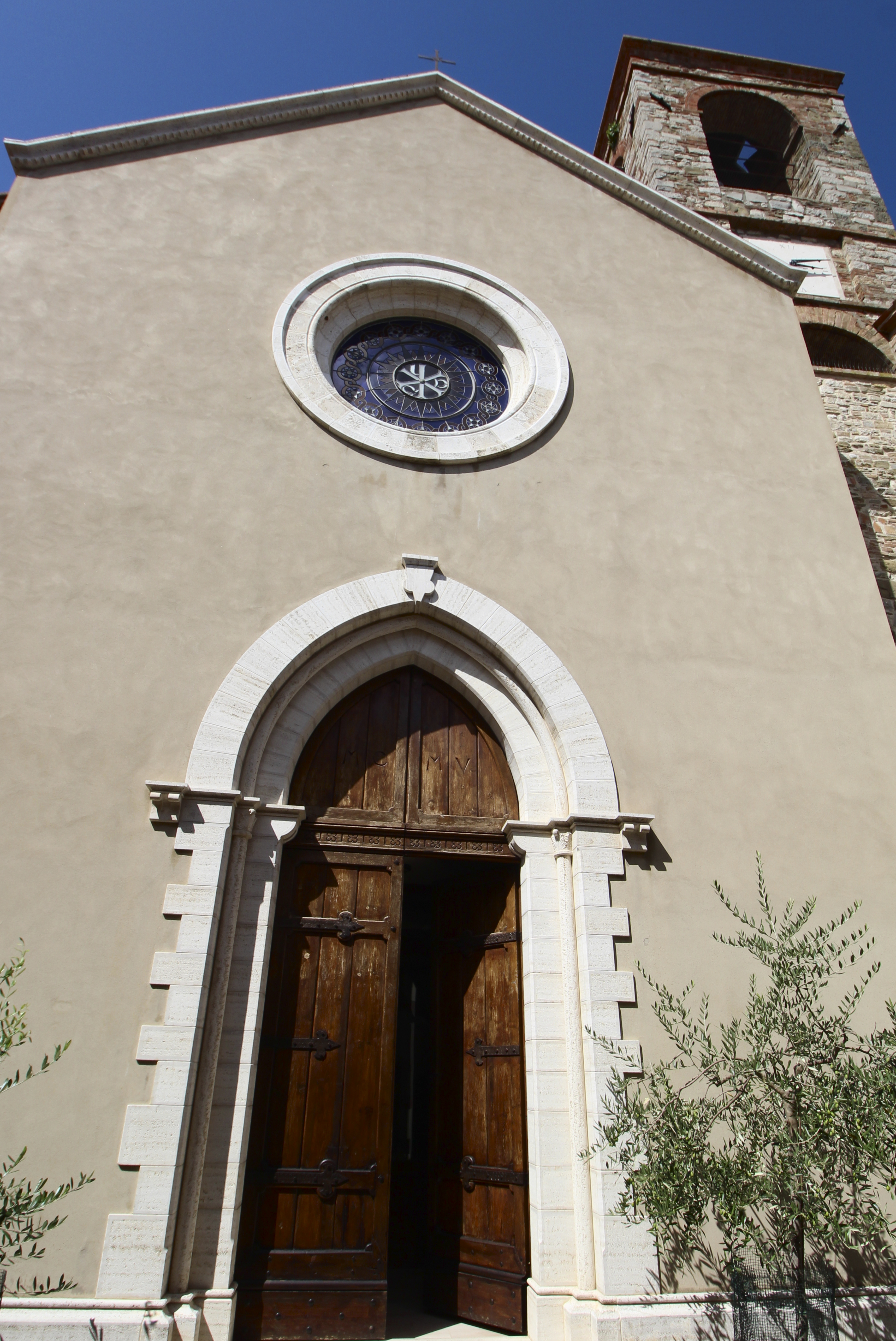
La chiesa di San Salvatore
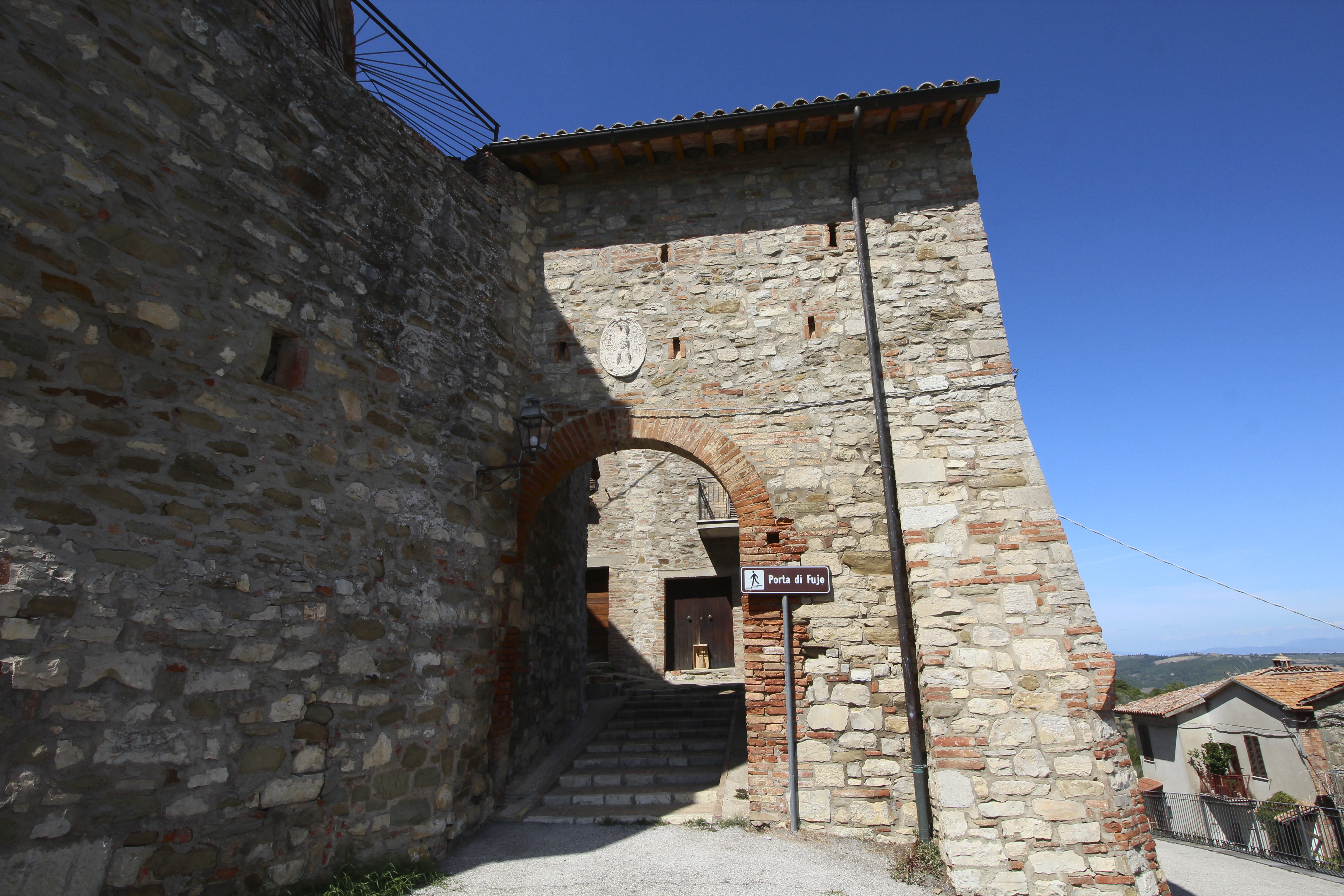
Porta Fuje (esterno)
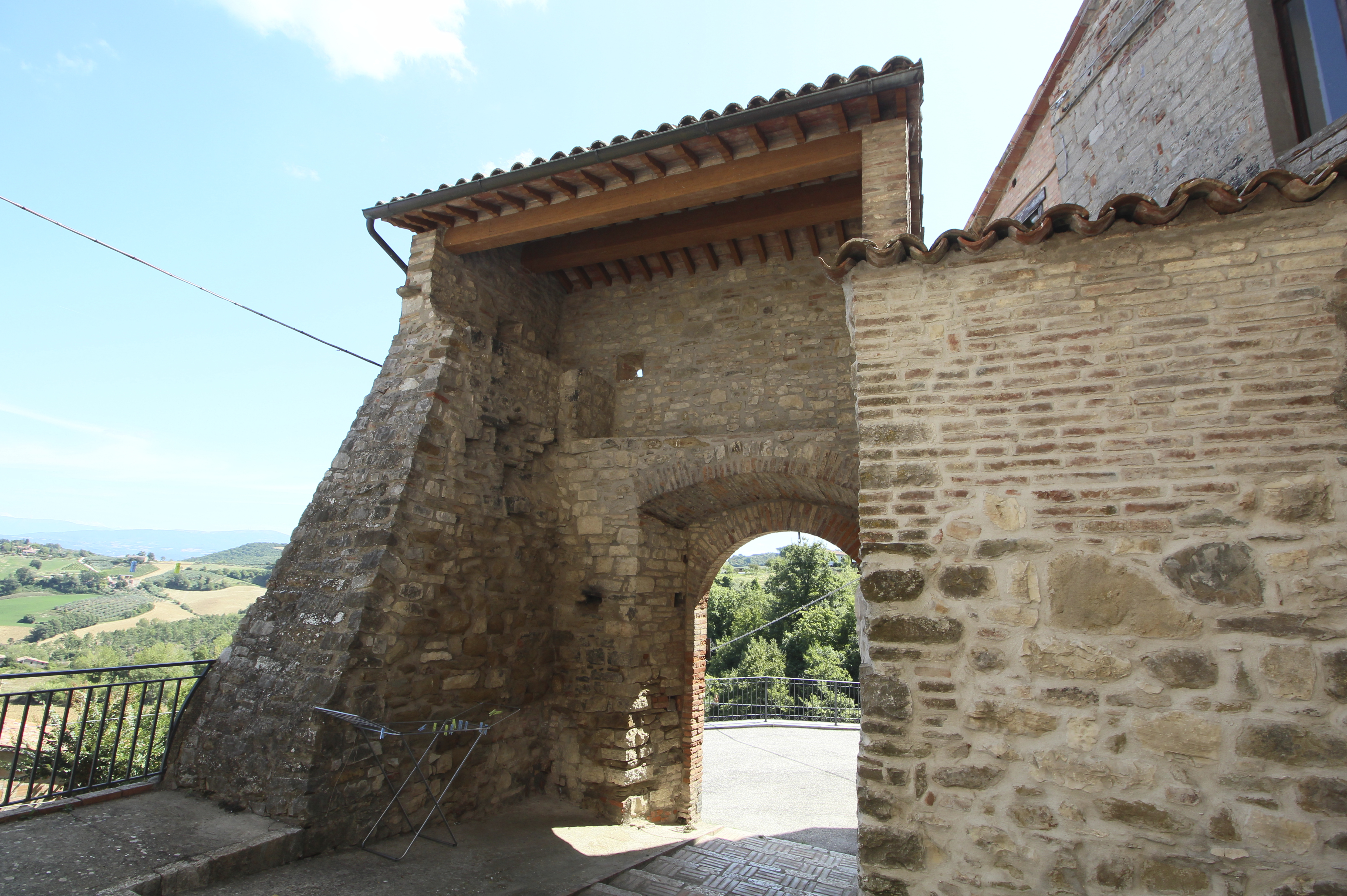
Porta Fuje (interno)

## Sport
- Trekking
- Cicloturismo